# Astochia lancealata
Astochia lancealata är en tvåvingeart som beskrevs av Scarbrough 2004. Astochia lancealata ingår i släktet Astochia och familjen rovflugor.
Artens utbredningsområde är Thailand. Inga underarter finns listade i Catalogue of Life.